# Tourisme dans l'Aveyron

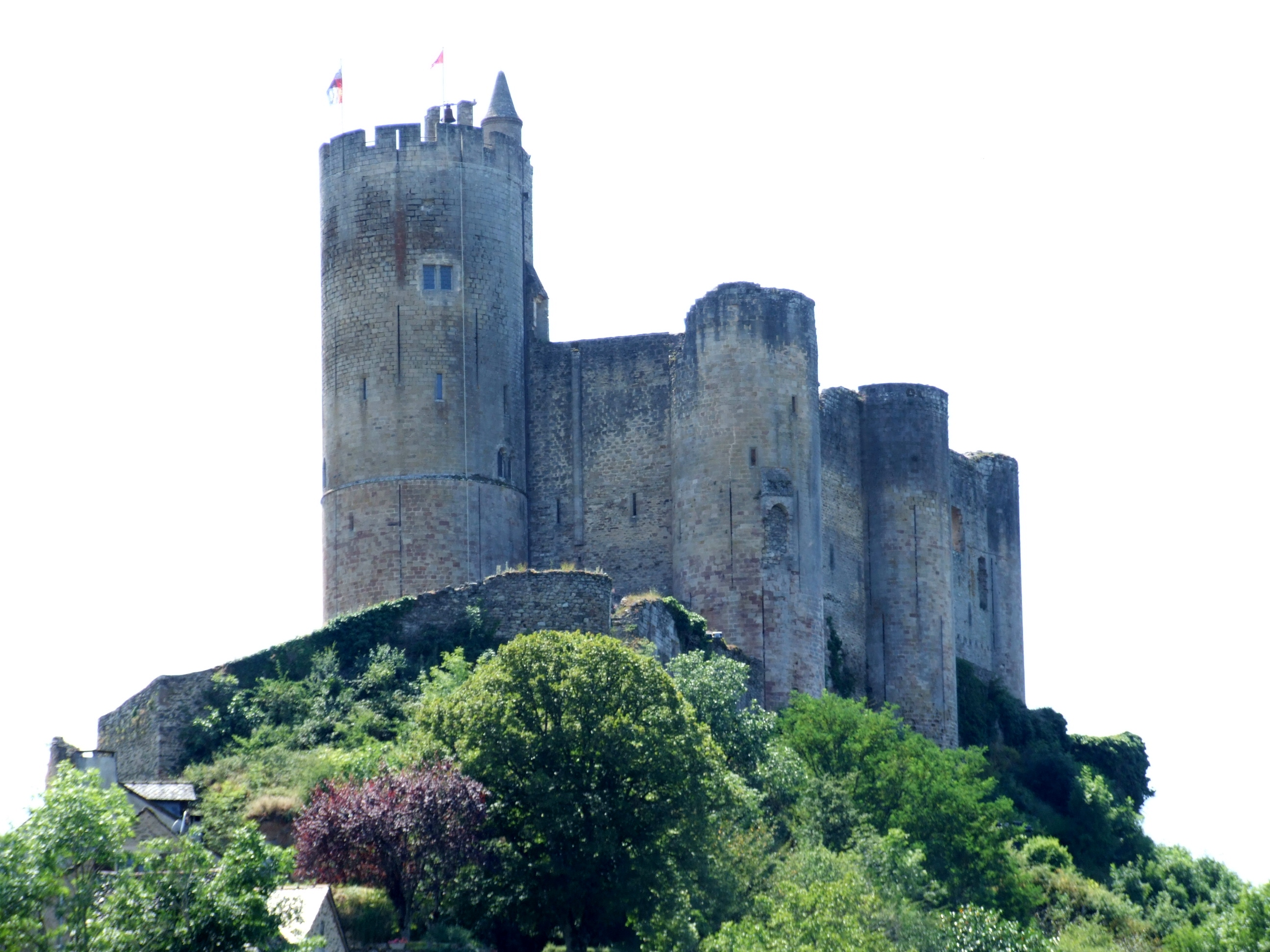
Le château de Najac.

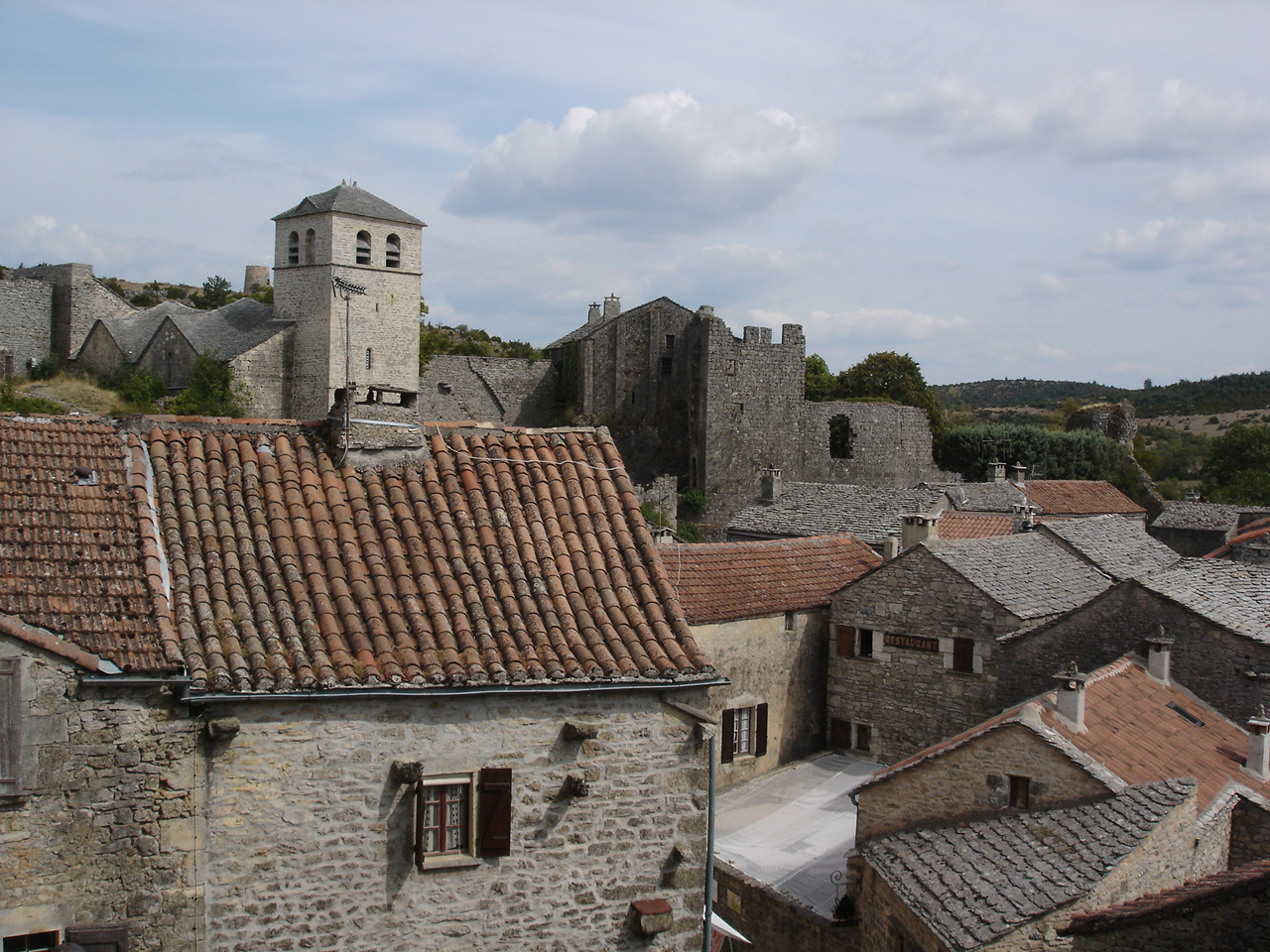
La Couvertoirade.

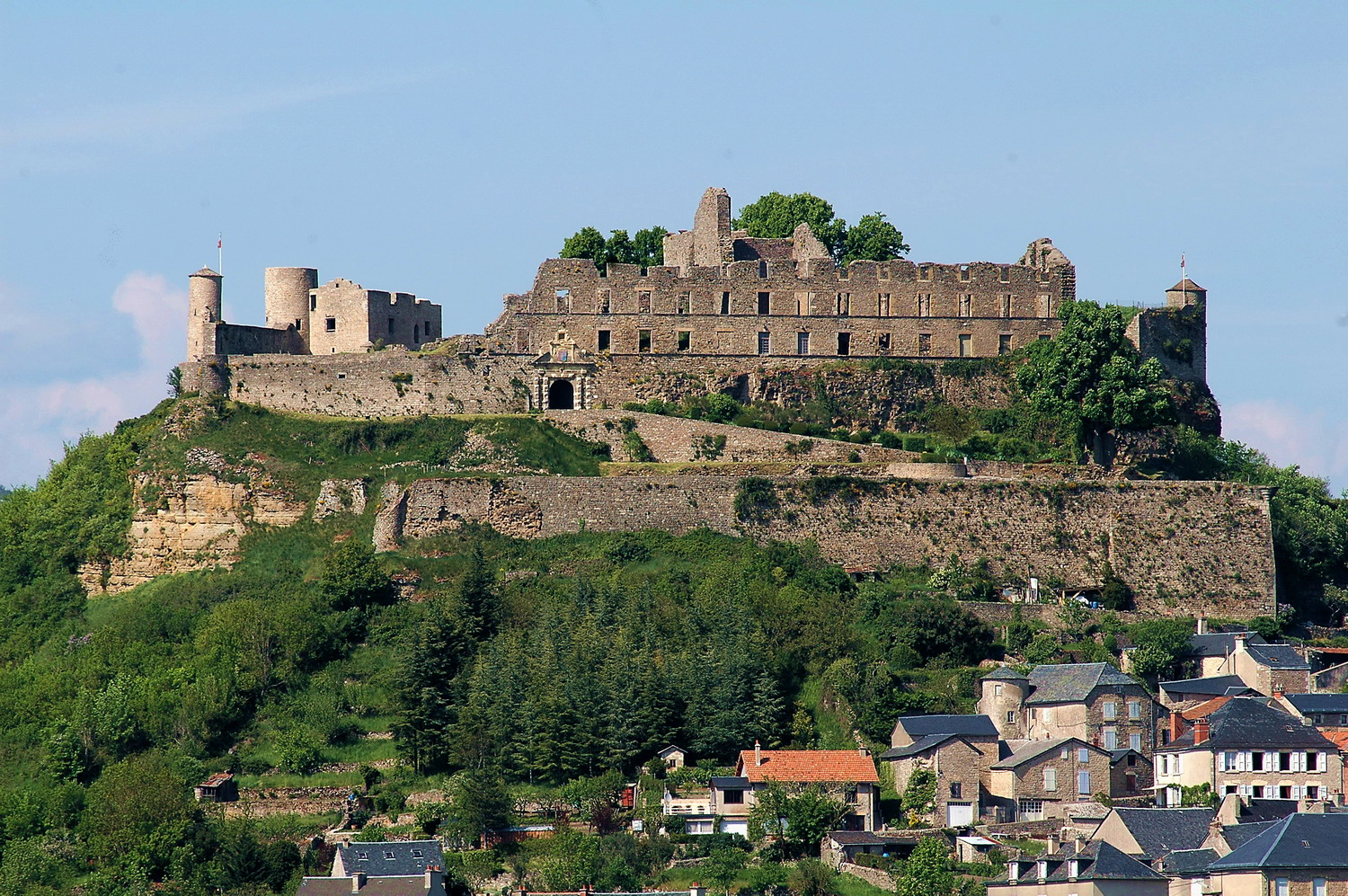
Château de Sévérac-le-Château.

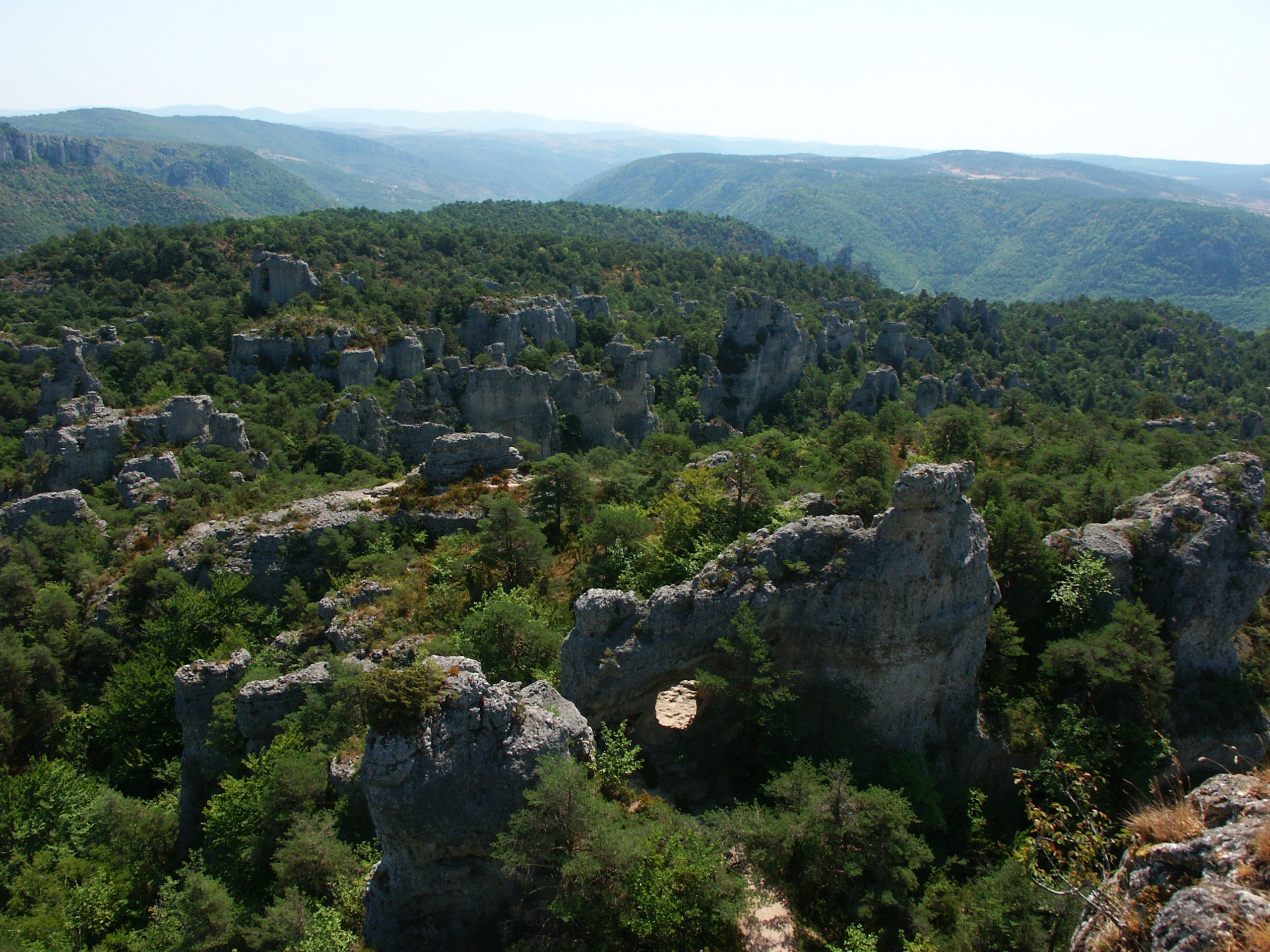
Chaos de Montpellier-le-Vieux.

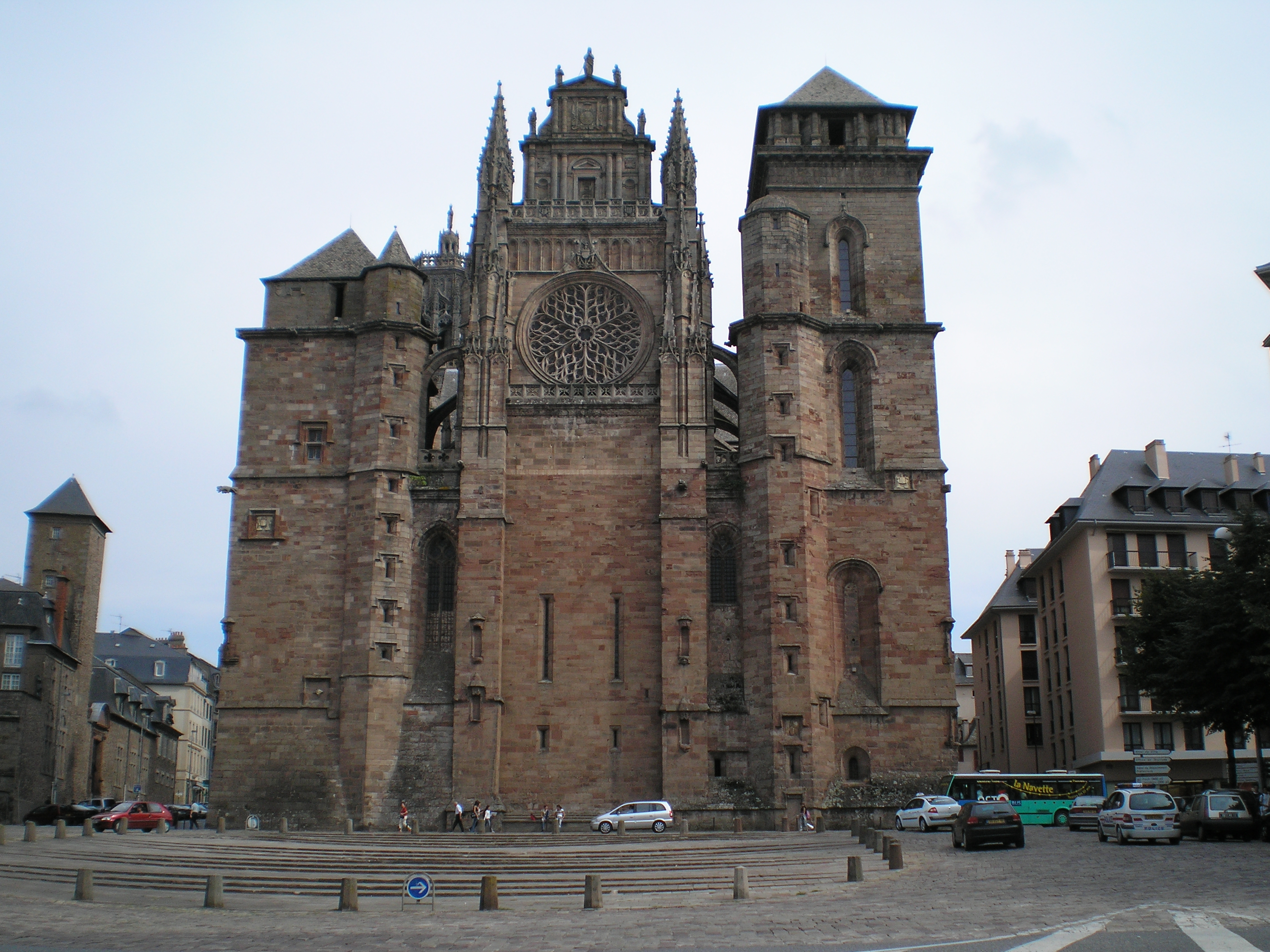
Cathédrale de Rodez.

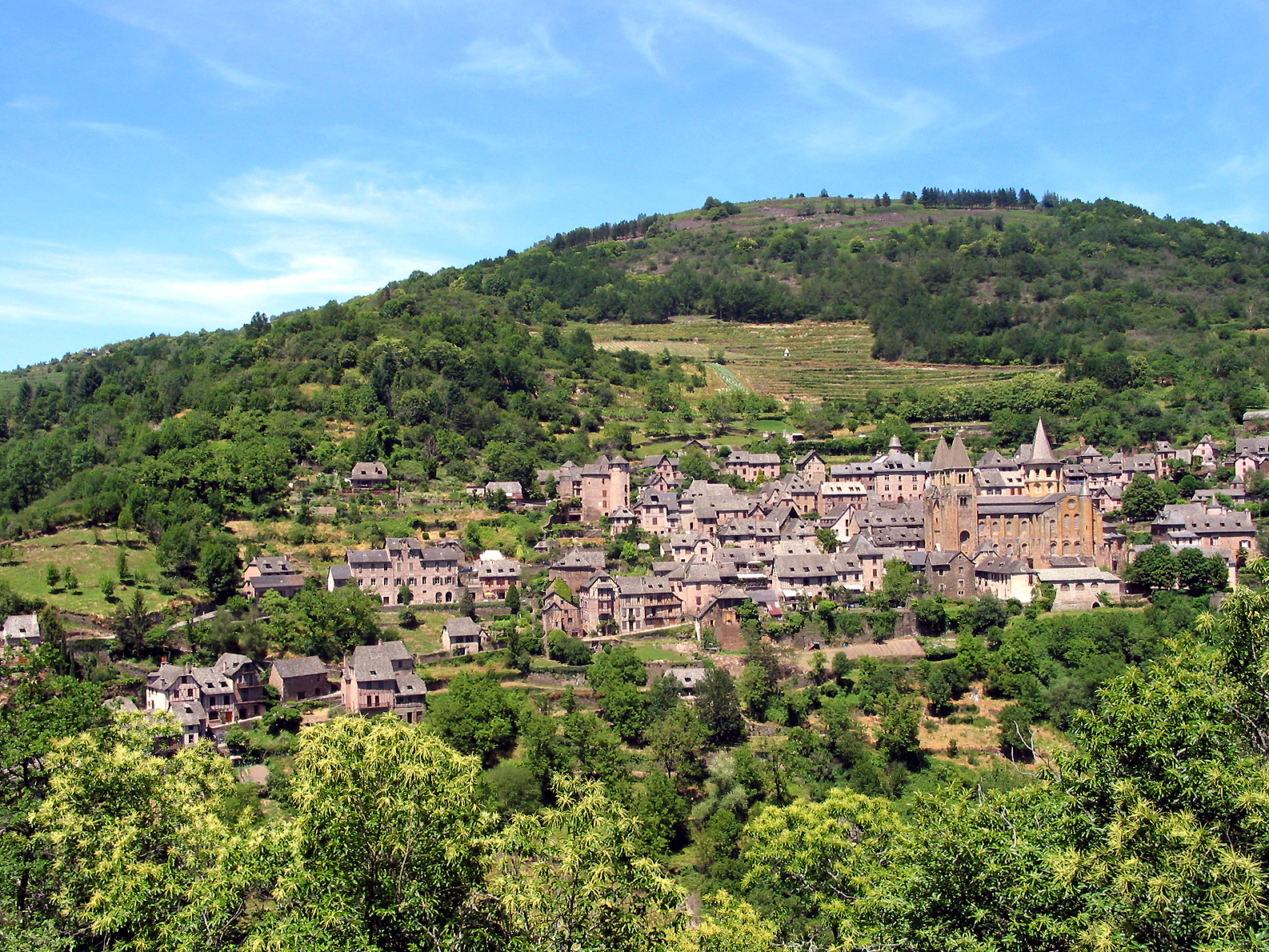
Village de Conques.

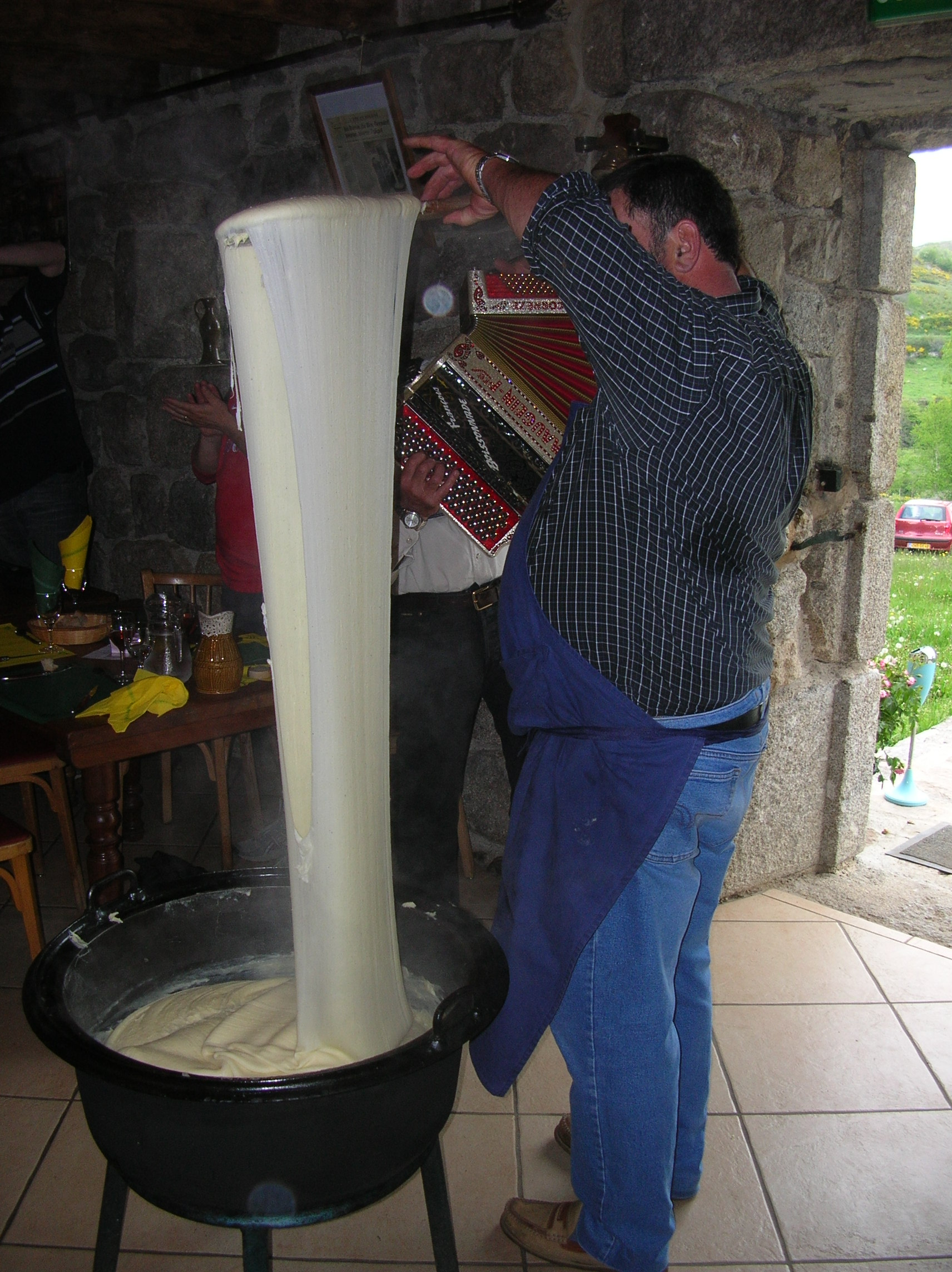
Les touristes demandent de l'aligot-saucisse même en été (un Marcillac rouge semble le vin idéal pour accompagner cette spécialité).

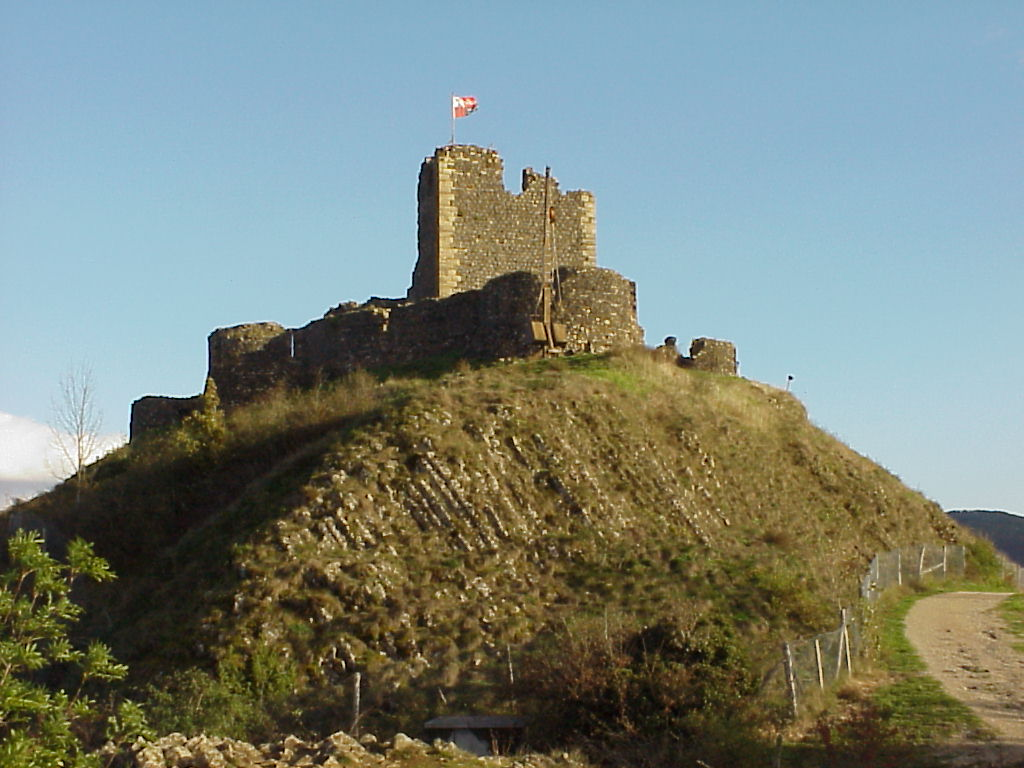
Château de Calmont d'Olt.

Cet article présente les différents lieux et monuments touristiques du département français de l'Aveyron.

## Généralités
Situé au Sud-Ouest de la France, l'Aveyron est l’un des treize départements de la région Occitanie.
Le viaduc de Millau et le musée Soulages à Rodez constituent deux éléments-phare pour le tourisme dans le département de l'Aveyron.
De nombreux barrages hydroélectriques ont généré d'importantes retenues d'eaux à fort attrait touristique.
L'activité touristique du département inclut le tourisme rural, le tourisme vert, le tourisme culturel et les activités de plein air.
En 2010, l'Aveyron avait enregistré 11 020 560 nuitées. La majorité des visiteurs sont originaires de France, mais la clientèle étrangère constitue une part non négligeable des nuitées enregistrées dans le département. 
Les touristes étrangers sont essentiellement britanniques, néerlandais, allemands, belges et espagnols.

## Monuments historiques ouverts à la visite
- Château de Najac, forteresse royale du XIIIe siècle, et village médiéval de Najac
- Château de Calmont d'Olt (Espalion)
- Château de Coupiac, la vie quotidienne au Moyen Âge
- Abbaye cistercienne de Loc-Dieu
- Cathédrale fortifiée de Rodez
- L'Abbatiale Sainte-Foy de Conques
- Les sites Templiers et Hospitaliers du Larzac, (La Couvertoirade : fondation templière et commanderie hospitalière) (mais aussi au Viala-du-Pas-de-Jaux).
- Sainte-Eulalie-d'Olt
- Saint-Côme-d'Olt
- Sauveterre-de-Rouergue
- Belcastel
- Brousse-le-Château
- Estaing
- Le Château du Bosc
- Le Château de Bournazel
- Le Château de Castelnau-Pégayrolles
- Le château du Colombier
- Le château de Fayet
- Le beffroi de Millau
- Le château de Montaigut
- Le château de Peyrelade
- Le château d'Esplas
- Le château de Saint-Beauzély
- Le château de Saint-Izaire
- Le château de Sévérac-le-Château
- Le château de Taurines
- Le Château de Valon
- Le château de Vezins
- La commanderie hospitalière de Lugan
- Le château de Saint-Beauzély
- Le musée des métiers de la pierre et de la vie rurale de Saint-Beauzély

## Le patrimoine aveyronnais classé à l'UNESCO
- Conques : Abbatiale Sainte-Foy.
- Conques : Pont sur le Dourdou.
- Espalion : Pont-Vieux.
- Estaing : Pont sur le Lot.
- Saint-Chély-d'Aubrac : Pont dit « des pèlerins » sur la Boralde.
- Les Causses et les Cévennes

## Curiosités géologiques
- Le Chaos de Montpellier-le-Vieux
- Le Trou de Bozouls
- Les caves de Roquefort
- Le site dit du "Tindoul de la Vayssière" à Sébazac
- La Coulée de lave de Roquelaure-Lassouts

## Musées
En 2007, l'Aveyron totalise 79 442 visites de musée de France, ce qui le place en sixième position dans la région Midi-Pyrénées, devant les départements du Tarn-et-Garonne et du Gers.

## Autres lieux touristiques (parcs animaliers, parcs d'activités...)
- Micropolis, la cité des insectes, située sur le Lévézou, à Saint-Léons.
- Le parc animalier de Pradinas.
- Le Jardin des Bêtes de Gages, commune de Montrozier.
- Le Parc animalier de St Hubert à Gages, commune de Montrozier.
- Le Reptilarium du Larzac
- Pastoralia, le monde des brebis à Saint-Affrique
- Noria, l'espace de l'eau à Saint-Jean-du-Bruel
- Le Viaduc de Millau.
- La Maison de la Cabrette et des Traditions en Aubrac à Vines, Cantoin
- Le vélorail du Larzac, sur une ancienne ligne de chemin de fer reliant Tournemire (Aveyron) à Le Vigan (Gard).

## Liens
- Culture dans l'Aveyron
- Comité Départemental du Tourisme de l'Aveyron